# Ринальдоне (культура)
Культура Ринальдоне — археологическая культура эпохи энеолита, памятники которой обнаружены в местности Витербо (Италия).
Обнаружены останки бутылкообразных амфор, а также оружие, в частности, булавы, наконечники стрел и копий, а также кинжалы. Обнаружены также украшения — ожерелья из сурьмы, бусинки из кости и стеатитовые подвески.
К этому же периоду относятся так называемые «гробницы-печи».
Культура Ринальдоне производила медные топоры, один из которых (ранний образец) обнаружен примерно в 500 км от локализации культуры, у погибшего в Альпах «ледяного человека» Эци.